# Катастрофа DC-6 под Ндолой
Катастрофа DC-6 под Ндолой — авиационная катастрофа, произошедшая ночью 18 сентября 1961 года. Авиалайнер Douglas DC-6B Организации Объединённых Наций (ООН), зафрахтованный у авиакомпании Transair Sweden, совершал рейс по маршруту Элизабетвиль—Леопольдвиль—Ндола, но при заходе на посадку в пункте назначения рухнул в лес в 15 километрах от аэропорта Ндолы и полностью разрушился. Погибли все находившиеся на его борту 16 человек — 6 членов экипажа и 10 пассажиров, в том числе Генеральный секретарь ООН Даг Хаммаршёльд.
Основной причиной катастрофы долгое время считалась дезориентация экипажа, однако в 2010-х годах появилась новая информация, указывающая на то, что самолёт был сбит.

## Предшествующие события
В сентябре 1961 года обострился Катангский кризис и силы сепаратистов начали оказывать активное сопротивление войскам ООН, размещённым в этой провинции. По мнению Генерального секретаря ООН Дага Хаммаршёльда (швед. Dag Hammarskjöld), для поиска выхода из сложившегося кризиса следовало срочно организовать прямые переговоры между Сирилом Адулой (назначенным в августе 1961 года главой конголезского правительства) и Моизом Чомбе (лидером сепаратистских сил провинции Катанга). Единственным способом обеспечить начало таких переговоров Даг Хаммаршёльд считал свою личную встречу с Моизом Чомбе.
Вылет борта SE-BDY из Леопольдвиля был запланирован на вечер 17 сентября, а на 18 сентября — его встреча с лидером повстанцев Моизом Чомбе в Ндоле, находившейся в тот период на территории Федерации Родезии и Ньясаленда (нынешней Замбии). Примерно за 1 час до вылета самолёта Дага Хаммаршёльда из Леопольдвиля вылетел второй самолёт ООН (Douglas DC-4, борт OO-RIC). Он летел по короткому маршруту и благополучно приземлился в Ндоле в 22:35 17 сентября.

## Сведения о самолёте ООН

### Самолёт
Douglas DC-6B (регистрационный номер SE-BDY, заводской 43559, серийный 251) был выпущен в 1952 году. 17 июля того же года был передан саудовской авиакомпании ARAMCO (борт N708A). 1 августа 1961 года (за 1 месяц и 17 дней до катастрофы) был передан шведской чартерной авиакомпании Transair Sweden, в которой получил бортовой номер SE-BDY и имя Albertina, у которой в том же месяце его зафрахтовала ООН. Оснащён четырьмя винтовыми поршневыми двигателями Pratt & Whitney R-2800.

### Экипаж и пассажиры
Личным пилотом Дага Хаммаршёльда в тот период был известный лётчик, «пионер шведской авиации» Карл Густав фон Розен (швед. Carl Gustaf von Rosen), однако в тот день он был болен и самолёт вылетел под управлением опытного шведского экипажа, состав которого был таким:
- Командир воздушного судна (КВС) — 35-летний Пер Галлонквист (швед. Per Hallonquist).
- Сменный КВС — Нильс-Эрик Орхеус (швед. Nils-Eric Aarheus).
- Второй пилот — 29-летний Ларс Литтон (швед. Lars Litton).
- Бортинженер — Нильс Ёран Вильхемссон (швед. Nils Göran Wilhemsson).
- Бортрадист — Харальд Ноорк (швед. Harald Noork).
- Бортпроводник — Карл Эрик Розен (швед. Karl Erik Rosen).

Помимо Дага Хаммаршёльда, на борту самолёта находились:
- Генрих Вишхофф[нем.] (нем. Heinrich Wieschhoff), консультант Дага Хаммаршёльда, американский (немецкий) историк.
- Владимир Фабри (англ. Vladimir Fabry), американский советник.
- Элис Лаланд (англ. Alice Lalande), канадский секретарь возглавлявшего в тот период миссию ООН в Конго шведского дипломата Стуре Линнера (швед. Sture Linnér).
- Уильям Раналло (англ. William Ranallo), американец, личный помощник Хаммаршёльда.
- Пятеро военных — трое из ONUC (два американца и француз) и двое из шведского батальона в Леопольдвилле[2][4].

| Гражданство | Пассажиры | Экипаж | Всего |
| ----------- | --------- | ------ | ----- |
| Швеция      | 3         | 6      | 9     |
| США         | 5         | 0      | 5     |
| Канада      | 1         | 0      | 1     |
| Франция     | 1         | 0      | 1     |
| Всего       | 10        | 6      | 16    |

## Катастрофа
Борт SE-BDY авиакомпании Transair Sweden вылетел из Леопольдвиля в 16:51 CET и взял курс на Ндолу.
В 22:40, долетев до озера Танганьика, самолёт некоторое время летел над ним, затем повернул на юг. В 23:35 КВС сообщил авиадиспетчеру в Ндоле, что расчётное время прибытия — вскоре после полуночи. В 00:10 18 сентября КВС сообщил авиадиспетчеру, что видит огни аэропорта, но затем связь прервалась. Обломки лайнера были обнаружены в лесу в 15 километрах от аэропорта Ндолы. Судя по найденным на месте катастрофы остановившимся часам, самолёт рухнул на землю в 00:13 UTC (22:13 CET).

## Похороны
Через 10 дней после катастрофы тело Дага Хаммаршёльда было доставлено в Швецию. Церемония прощания, проходившая в Кафедральном соборе Уппсалы, транслировалась по телевидению.
29 сентября Даг Хаммаршёльд был похоронен в семейной могиле на старом кладбище Уппсалы.

## Расследование

### Официальное
По официальной версии, обломки самолёта были найдены только через 16 часов после катастрофы. По неофициальным сведениям, местные жители уже в 05:00 утра видели, что район падения самолёта был оцеплен военными.
Среди обломков лайнера были найдены обгоревшие тела 14 человек. Тело Дага Хаммаршёльда с многочисленными повреждениями (в том числе с множественными переломами позвоночника) было найдено на некотором расстоянии от обломков (этот факт был объяснён тем, что Хаммаршёльд не любил пользоваться ремнями безопасности). В стороне от обломков был найден единственный выживший пассажир — сержант Харольд Джулиен (англ. Harold Julien) из службы безопасности ООН; он находился в тяжёлом состоянии и через 5 дней после катастрофы скончался в больнице от полученных ран, перед этим успев ответить на несколько вопросов, но так и не дав какой-либо информации, которая могла бы прояснить причины катастрофы.
Было проведено 6 официальных расследований. В ходе расследования выдвигались многочисленные версии, среди которых:
- техническая неисправность,
- диверсия (заложенная бомба),
- нехватка авиатоплива,
- усталость экипажа,
- самоубийство Дага Хаммаршёльда,
- обстрел самолёта единственным военным самолётом, имевшимся у повстанцев Катанги.

Однако ни для одной из них не нашлось убедительных доказательств. В качестве наиболее вероятной причины катастрофы была названа следующая: самолёт Дага Хаммаршёльда заходил на посадку на слишком низкой высоте и задел деревья.

### Неофициальное
Помимо официального расследования было проведено несколько неофициальных.
11 февраля 1999 года «Независимая газета» опубликовала материал своего собственного корреспондента в Хараре Игоря Тарутина, который встретился с очевидцем катастрофы, фоторепортёром Эндрю Хайвардом (англ. Andrew Hayward) — он находился в составе группы журналистов у самой взлётной полосы в аэропорту Ндолы, где в 23:45 ожидалось приземление борта SE-BDY с генсеком ООН на борту.
Из находящейся вблизи диспетчерской башни были слышны переговоры с пилотами. Сразу после полуночи самолёт появился в зоне видимости и запросил разрешение на посадку. Все присутствующие обратили внимание, что уже при первом манёвре тот сильно снизился, хотя в районе расположения аэропорта в направлении ВПП должен был находиться на высоте не менее 304 метров и сделать ещё несколько разворотов («коробочку»). Пролетев над головами встречающих, лайнер скрылся из виду и больше не показывался; многие на земле решили, что Даг Хаммаршёльд по какой-то причине изменил свои планы и решил возвратиться обратно. По утверждению Хайварда, ночь была тихая, любые выстрелы и взрывы были бы слышны.
О катастрофе стало известно на следующее утро. Около 15:30 обломки борта SE-BDY были сняты с воздуха на киноплёнку оператором Джо Грэмом (англ. Joe Graham). При осмотре обломков с земли выяснилось, что самолёт явно шёл на посадку (шасси были выпущены, закрылки опущены). По ходу траектории движения находилось высокое дерево на небольшом холме. По всей видимости, это обстоятельство и оказалось фатальным — с учётом того, что пилоты и так маневрировали слишком низко (возможно, из-за неисправности высотомера). Из расположения объектов на месте катастрофы у Хайварда сложилось представление, что самолёт зацепился крылом за дерево и рухнул на землю.
Шведский исследователь жизни Дага Хаммаршёльда Петер Валленстен (швед. Peter Wallensteen) в своей работе, выпущенной в 2005 году Шведским институтом в серии «Знаменитые шведы», писал, что тема, связанная с обстоятельствами гибели Генерального секретаря ООН, породила «непропорционально большую по объёму и спекулятивную по характеру литературу… но авторы этих сочинений так и не смогли выдвинуть достаточно убедительных объяснений причин роковой авиакатастрофы».

## Новые расследования
17 августа 2011 года английская газета «The Guardian» рассказала о расследовании, которым последние 3 года занимался шведский сотрудник одной из гуманитарных организаций Йоран Бьёркдаль (швед. Göran Björkdahl). В частности, он нашёл нескольких местных жителей, которые были свидетелями авиакатастрофы, и взял у них показания. По словам некоторых из них, борт SE-BDY рухнул на землю после того, как по нему открыл огонь другой самолёт меньшего размера. Ещё одной деталью в рассказах свидетелей, которая отличалась от официальных сведений, стала информация о том, что они пытались на рассвете (в 5—6 часов утра) пройти к месту падения самолёта, однако там, по их словам, уже были военные (по официальной информации, первые военные прибыли на место катастрофы только во второй половине дня).
24 декабря 2017 года Генеральной Ассамблеей ООН была принята резолюция о необходимости проведения дополнительного расследования обстоятельств гибели генсека ООН в связи с появлением новой информации, указывающей на то, что его самолёт был сбит (в частности, в 2017 году были обнародованы[кем?] данные, что в Ндоле и её окрестностях в ночь гибели Дага Хаммаршёльда находились американские военные силы, в том числе несколько военных самолётов Douglas DC-3[уточнить]).
В резолюции говорится, что стремление «узнать всю правду об условиях и обстоятельствах, приведших к трагической гибели Дага Хаммаршёльда и членов сопровождавшей его группы», является общим долгом членов ООН.
14 января 2019 года бельгийская газета De Morgen привела цитату бельгийского десантника Пьера Коппенса, который утверждал, что самолёт Дага Хаммаршёльда был сбит бельгийским лётчиком Яном ван Риссегемом (по данным, которые сам ван Риссегем впоследствии пытался опровергнуть, в это время он пилотировал боевые самолёты сепаратистов Катанги). Коппенс утверждал, что познакомился с ван Риссегемом в 1965 году во время стажировки, проходившей в бельгийском аэропорту Моорзеле недалеко от города Кортрейк, и тот рассказал ему о том, что сбил самолёт с Хаммаршёльдом. Сам Ван Риссегем умер в 2007 году.

## Мемориал
В 1964 году Фонд Дага Хаммаршёльда сформировал специальный комитет, чтобы увековечить в Замбии память о погибшем Генеральном секретаре ООН. В 15 километрах от Ндолы, на месте катастрофы борта SE-BDY, был создан Мемориальный комплекс Дага Хаммаршёльда. В его центре был установлен памятный знак, вокруг был разбит парк.
В 1970 году мемориал был объявлен в Замбии национальным памятником. С 1981 года на территории мемориала открыт музей, в котором, в частности, размещены некоторые предметы, связанные с авиакатастрофой. В 1997 году Замбия подала заявку в ЮНЕСКО на включение мемориала в Список всемирного наследия.

## Культурные аспекты
- Катастрофа под Ндолой показана в 15 сезоне канадского документального телесериала Расследования авиакатастроф в серии Смертельная миссия (не путать с одноимённой серией 18 сезона).
- Катастрофа упоминается в ирландском художественном фильме «Осада Жадовиля», посвящённом миротворческой операции ООН в Катанге.
- О катастрофе рассказывается в книге И. А. Муромова «100 великих авиакатастроф» в главе «Гибель генсека ООН Д. Хаммаршёльда на DC-6».
- В 2019 году состоялась премьера документального фильма «Безнадёжное дело Хаммаршёльда[вд]» производства Дании, Швеции, Норвегии и Бельгии датского режиссёра Мадса Брюггера. Брюггер и частный детектив из Швеции Йёран Бьёркдаль расследуют гибель Хаммаршёльда, в ходе расследования они выходят на южноафриканскую военную негосударственную организацию, которая занималась подготовкой наёмников и проведением различных военных неофициальных операций.